# Parupeneus biaculeatus
 Parupeneus biaculeatus és una espècie de peix de la família dels múl·lids i de l'ordre dels perciformes.

## Morfologia
Els mascles poden assolir els 19 cm de longitud total.

## Distribució geogràfica
Es troba al nord-oest del Pacífic.